# گورستان خوزی
گورستان خوزی مربوط به دوران‌های تاریخی پس از اسلام است و در شهرستان مهر، دهستان خوزی واقع شده و این اثر در تاریخ ۱۰ دی ۱۳۸۱ با شمارهٔ ثبت ۶۷۷۵ به‌عنوان یکی از آثار ملی ایران به ثبت رسیده است.